# SU-152
Il SU 152 Zvierboi era un semovente di artiglieria utilizzato dall'Armata Rossa durante la seconda guerra mondiale. Il mezzo utilizzava lo scafo del carro KV-1S ed era armato con un obice da 152 mm in casamatta. Venne prodotto tra marzo e dicembre del 1943.

## Storia
Durante l'operazione Urano, la controffensiva sovietica a Stalingrado, divenne evidente che l'Armata Rossa necessitava di un mezzo armato con una arma di calibro elevato con la quale supportare la fanteria e affrontare le posizioni fortificate. L'utilizzo dell'artiglieria trainata, l'unica a disposizione in quel particolare momento, non si era rivelato molto efficace in quanto era poco mobile ed esponeva i serventi alla reazione nemica. Agli inizi del conflitto le forze armate sovietiche disponevano di un mezzo adatto a questo scopo, il KV-2, che però non si rivelò un successo e la sua produzione venne interrotta già nel giugno del 1941
Nel novembre del 1942 le Autorità presero la decisione di ordinare lo sviluppo di un mezzo pesante dotato dell'obice da 152,4 mm ML 20. Questo mezzo doveva essere mobile, economico da produrre e dotato di un armamento più efficiente rispetto al KV-2. Le necessità di spazio dell'arma, dotata di un lungo rinculo, fecero sì che non si potesse montare il pezzo in una torretta girevole per cui venne utilizzata la configurazione in casamatta. Questa sistemazione, in pratica il pezzo era montato sulla parte frontale di una sovrastruttura corazzata chiusa posta sullo scafo del carro, garantiva un minimo movimento orizzontale e verticale del pezzo.
Nel dicembre 1942 furono presentati tre progetti tutti basati sullo scafo del carro KV-1 e sull'obice ML-20. Alla fine venne accettato il progetto presentato da Joseph Yakovlevich Kotin che permetteva di realizzare il mezzo con minime modifiche allo scafo. L'arma venne accorciata di tre calibri rispetto alla versione campale e per migliorarne la manovrabilità furono eliminati alcuni accessori. Questa nuova versione venne designata ML-20S.
L'assemblaggio del primo prototipo, designato Oggetto 236, iniziò il 31 dicembre 1942 e venne completato in 25 giorni. Con la denominazione di KV-14 iniziò le prime prove che vennero superate con esito positivo. L'accettazione del mezzo avvenne il 14 febbraio 1943, dopo la conclusione di una seconda e più impegnativa serie di test, ed entrò in servizio con l'Armata Rossa.
La produzione avveniva nello stabilimento ČKZ di Čeljabinsk. Il mezzo mutò nuovamente denominazione ed abbandonò quella di KV-14 per assumere quella definitiva di SU-152. Dopo la prima serie prodotta in marzo il mezzo subì alcune modifiche volte a migliorarne l'affidabilità. Inoltre i primi carri erano sprovvisti di una mitragliatrice e questa mancanza si rivelò un problema, specialmente nei combattimenti in ambiente urbano. Dalla metà del 1943, venne montata una mitragliatrice DShK da 12,7 mm quale arma antiaerea. Su alcuni mezzi di inizio produzione l'arma venne installata durante i lavori di riparazione.
Il mezzo era dotato di un sistema di mira a puntamento diretto che permetteva, all'occorrenza, di ingaggiare anche i carri armati avversari. Nel periodo di entrata in servizio del SU-152 aveva fatto la sua comparsa sui campi di battaglia il carro Panzer VI Tiger I. Il SU-152 con la sua arma e con il pesante proiettile che questa utilizzava si dimostrò capace di ingaggiare e distruggere anche il nuovo carro tedesco, anche se impacciato dalla lentezza nel caricamento dell'arma, essendo la munizione del tipo a carica separata.

## Impiego operativo
Il SU-152 venne utilizzato per la prima volta in combattimento durante la battaglia di Kursk. Erano disponibili due reggimenti dotati di 24 SU-152 ciascuno. Dalla seconda metà del 1943 il mezzo prenderà parte ad ogni azione che vedrà impegnate l'Armata Rossa anche se via via in numeri sempre più ridotti a causa delle perdite subite.
Per quanto disponibile in numero limitato la sua prestazione durante la difesa del saliente di Kursk fu eccellente, mostrando come il nuovo mezzo poteva scoraggiare anche i più audaci attacchi da parte dei nuovi carri e semoventi tedeschi Panzer V Panther, Tiger I ed Elefant; questo gli guadagnò il nomignolo russo di Zvierboi, cioè "Cacciatore di Belve".
Il periodo di produzione del mezzo sarà piuttosto breve in quanto dal dicembre del 1943 entrerà in servizio l'ISU-152 con il quale verrà sostituito. La produzione totale dovrebbe aggirarsi tra i 670 ed i 740 esemplari prodotti.